# Eupelmus vuilleti
Espèce
Eupelmus vuilleti est une espèce de petits hyménoptères parasitoïdes de la famille des Eupelmidae et du genre Eupelmus.

## Description
Le mâle est long de 1 à 4 mm ; la femelle de 4 à 6 mm.

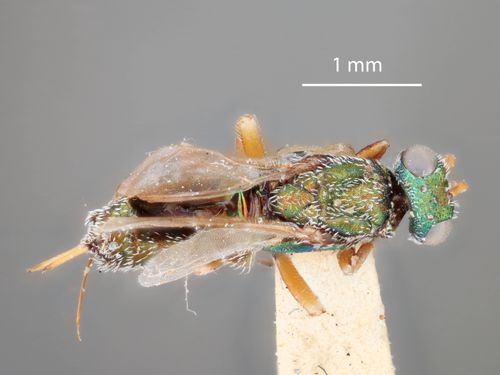
Vue dorsale.

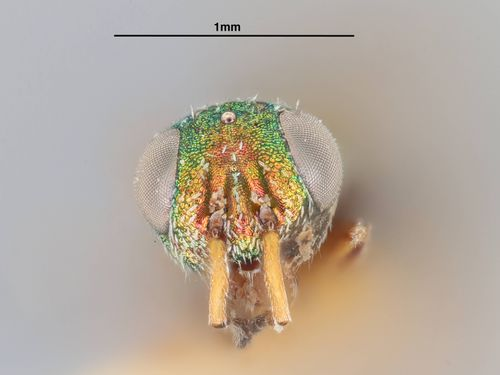
Tête vue de face.

Le mâle est noir, la femelle bronze irisée de vert et possède un ovipositeur bien visible à l’arrière du corps. Contrairement à la plupart des hyménoptères il ne possède pas de constriction abdominale.

## Biologie
Petit ectoparasitoïde, elle pond ses œufs dans des larves de coléoptères de la famille des bruches, qui parasitent eux-mêmes des graines.
Elle semble apprécier de pondre dans des hôtes déjà parasités par d’autres parasitoïdes.
Eupelmus vuilleti est une des rares espèces qui adoptent en situation de compétition interspécifique, une stratégie d'exploitation originale, le kleptoparasitisme, qui consiste à rechercher les hôtes parasités par une espèce concurrente, en l'occurrence Dinarmus basalis, pour détruire l'œuf et le remplacer par le sien. Cette stratégie nécessite la capacité de reconnaître les hôtes parasités par D. basalis.

## Systématique
L'espèce a été initialement classée dans le genre Bruchocida sous le protonyme Bruchocida vuilleti, par l'entomologiste américain James Chamberlain Crawford en 1913.